# Arcidiocesi di Khartoum

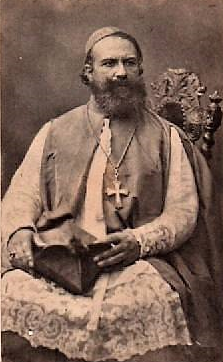
Annetto Casolani, primo vicario apostolico.

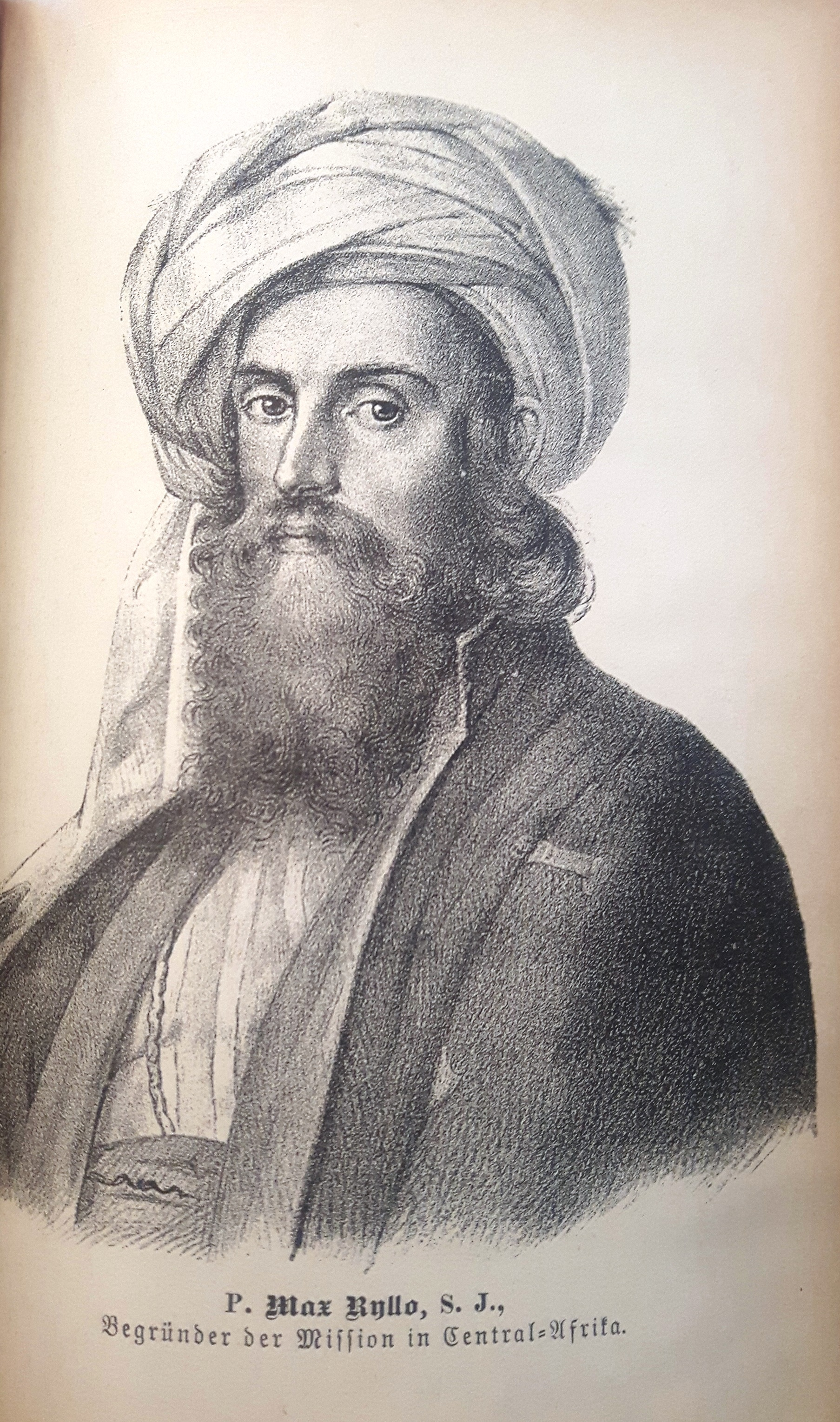
Maksymilian Ryłło, primo pro-vicario.

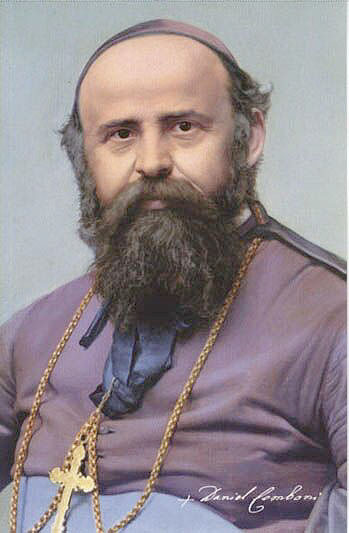
Daniele Comboni.

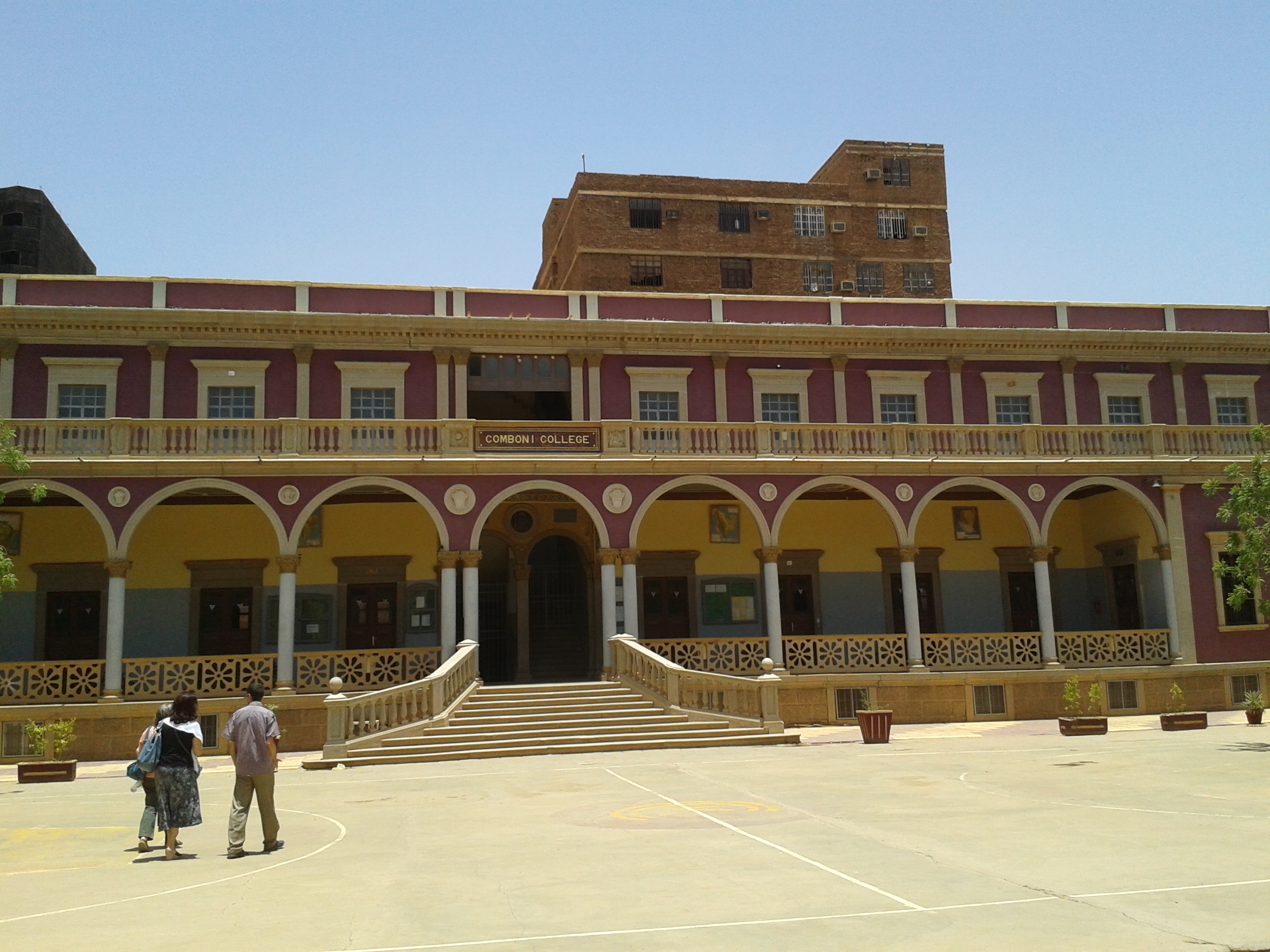
Il Comboni College di Khartoum.

L'arcidiocesi di Khartoum (in latino Archidioecesis Khartumensis) è una sede metropolitana della Chiesa cattolica in Sudan. Nel 2023 contava 1.263.000 battezzati su 33.264.000 abitanti. È retta dall'arcivescovo Michael Didi Adgum Mangoria.

## Territorio
L'arcidiocesi comprende il Sudan orientale, e precisamente i wilāyāt di Nilo Azzurro, Sennar, Nilo Bianco, Al-Jazira, Al-Qadarif, Khartum, Cassala, Mar Rosso, Nilo e Nord.
Sede arcivescovile è la capitale Khartum, dove si trova la cattedrale di San Matteo.
Il territorio si estende su 981.000 km² ed è suddiviso in 27 parrocchie.
La provincia ecclesiastica di Khartoum, istituita nel 1974, comprende una sola suffraganea, la diocesi di El Obeid.

## Storia
Il vicariato apostolico dell'Africa centrale fu eretto il 3 aprile 1846 con il breve Ex debito pastoralis di papa Gregorio XVI, con territorio ricavato da quello del vicariato apostolico d'Egitto e Arabia (oggi vicariato apostolico di Alessandria d'Egitto). Inizialmente il vicario apostolico, con sede a Khartoum, aveva giurisdizione su un territorio molto vasto, comprendente, in tutto o in parte, gli attuali Sudan, Sudan del Sud, Ciad, Niger, Mali, Burkina Faso, Algeria, Guinea, Uganda, Egitto, Centrafrica, Camerun. Nel breve di erezione i suoi confini sono delimitati in questo modo: ad est il vicariato apostolico d'Egitto e la prefettura apostolica dell'Abissinia; a nord la prefettura apostolica di Tripoli, il vicariato apostolico di Tunisi e la diocesi di Algeri; ad ovest la prefettura apostolica delle Due Guinee; e a sud i cosiddetti Monti della Luna, terminologia in uso in quel tempo con la quale si voleva definire una catena montuosa in Africa orientale, di incerta identificazione.
La fondazione del nuovo vicariato si deve soprattutto all'interessamento di un canonico maltese, Annetto Casolani, e del rettore del Collegio Urbaniano di Roma, il gesuita polacco Maksymilian Ryłło. Casolani fu nominato primo vicario apostolico e consacrato vescovo il 24 maggio 1846 con il titolo di Mauricastro. Come era abitudine all'epoca, la nuova fondazione fu posta sotto la protezione del governo austro-ungarico.
Gli inizi del vicariato apostolico non furono facili. L'estrema cautela con cui si mosse il Casolani e i suoi eccessivi temporeggiamenti nel dare inizio alla missione, convinsero la Santa Sede che Annetto Casolani non era l'uomo giusto per questa impresa, e lo costrinse di fatto a dare le dimissioni. Il vicariato apostolico fu affidato allora a dei pro-vicari, di origine austro-ungarica, che furono i veri fondatori della missione: Maksymilian Ryłło (23 aprile 1847 - 17 giugno 1848), Ignazio Knoblecher (agosto 1851 - aprile 1858), Matteo Kirchner (15 maggio 1859 - 26 agosto 1861) e Giovanni Reinthaler (1º dicembre 1861 - 30 aprile 1862).
Tra i missionari dell'impero asburgico presenti in Africa, 46 dei quali morirono a causa del clima, c'erano anche alcuni italiani, avviati alla missione dal sacerdote veronese Nicola Mazza, tra cui Daniele Comboni, Giovanni Beltrame, Alessandro Dal Bosco, Francesco Oliboni e Angelo Melotto, che raggiunsero il Sudan alla fine del 1857. Di fronte all'ecatombe dei missionari e alla scarsità dei risultati ottenuti, la Santa Sede decise nel 1862 di sospendere momentaneamente l'invio di missionari. Nel frattempo Comboni, rientrato dall'Africa nel 1859 per gravi problemi di salute, fondò a Verona gli istituti dei Missionari del Cuore di Gesù e delle Pie madri della Nigrizia, con i quali avviò un vasto programma di evangelizzazione dell'Africa centrale. Il 26 maggio 1872, dopo 10 anni di sede vacante, la Santa Sede nominò Comboni pro-vicario, e poi, il 31 luglio 1877, vicario apostolico, con il titolo di Claudiopoli di Isauria.
Nel frattempo, il 6 agosto 1868 il vicariato apostolico dell'Africa centrale cedette una porzione del suo territorio a vantaggio dell'erezione della prefettura apostolica del Sahara e Sudan (oggi arcidiocesi di Bamako). Comboni fondò le missioni di El Obeid (settembre 1873), Berber (novembre 1874), Delen in Nubia (1875) e Geref (1878); in quest'ultima missione fondò un villaggio cristiano, ispirandosi alle riduzioni gesuite del Paraguay. Morì a Khartoum il 10 ottobre 1881.
La guerra mahdista durata quasi 20 anni (1881-1899), devastò la regione, mise fine a quasi tutte le missioni cattoliche del Sudan, e causò la morte di molti missionari. Solo alla fine dell'Ottocento l'opera dei missionari poté riprendere: erano rimasti solo un centinaio di cristiani, ma le conversioni proseguirono a ritmo crescente, soprattutto nel sud del Sudan, dove minore era la presenza araba e musulmana.
A mano a mano che la missione progrediva, la Santa Sede sottrasse al vicariato apostolico dell'Africa centrale importanti porzioni di territorio a vantaggio di nuove circoscrizioni ecclesiastiche o di circoscrizioni ecclesiastiche già esistenti. Il 27 ottobre 1880 fu eretto il vicariato apostolico di Nyanza e il 13 settembre 1894 la prefettura apostolica dell'Eritrea; il 16 giugno 1910 la parte meridionale fu ceduta alla prefettura apostolica di Uéllé; il 14 febbraio 1911 un'altra porzione di territorio fu ceduta alla prefettura apostolica di Ubanghi-Chari; il 30 maggio 1913 venne eretta la prefettura apostolica di Bahrel-Ghazal e contestualmente assunse il nome di vicariato apostolico di Khartoum; il 28 aprile 1914 cedette ancora una porzione del suo territorio a vantaggio dell'erezione della prefettura apostolica di Adamaua.
Mentre il sud della missione vedeva importanti progressi nelle conversioni, nella parte settentrionale del Sudan, dove maggiore era l'islamizzazione, le conversioni furono scarse. Nel 1930 si contavano solo circa 3.000 fedeli, molti dei quali erano cattolici copti e melchiti; c'erano otto stazioni missionarie servite da 16 missionari, assistiti da 11 religiosi laici e 24 religiose.
Negli anni successivi i limiti del vicariato apostolico di Khartoum furono nuovamente rivisti: il 3 febbraio 1932 cedette la porzione di territorio in Camerun alla prefettura apostolica di Foumban; il 10 gennaio 1933 fu eretta la missione sui iuris di Kodok, il 28 aprile 1942 la prefettura apostolica di Niamey e il 9 gennaio 1947 quella di Fort-Lamy, tutte erette con porzioni di territorio sottratte al vicariato apostolico di Khartoum; il 16 dicembre 1949 Khartoum perse la parte egiziana del proprio territorio a favore del vicariato apostolico d'Egitto. Infine, ciò che rimaneva del vicariato apostolico di Khartoum fu diviso in due il 10 maggio 1960 con l'erezione del vicariato apostolico di El Obeid.
Gli anni Sessanta videro un aumento notevole del numero dei fedeli, nonostante le vessazioni del governo sudanese, che decise la chiusura delle scuole cattoliche, tra cui anche il celebre Comboni College di Khartoum.
Il 12 dicembre 1974 il vicariato apostolico di Khartoum è stato elevato al rango di arcidiocesi metropolitana con la bolla Cum in Sudania di papa Paolo VI, con la quale la Santa Sede istituì la gerarchia episcopale sudanese. Alla nuova sede metropolitana fu data come unica suffraganea la diocesi di El Obeid.

## Cronotassi dei vescovi
Si omettono i periodi di sede vacante non superiori ai 2 anni o non storicamente accertati.
- Annetto Casolani † (3 aprile 1846 - 2 maggio 1847 dimesso)
  - Sede vacante (1847-1877)
- San Daniele Comboni, M.C.C.I. † (31 luglio 1877[12] - 10 ottobre 1881 deceduto)
  - Giovanni Losi, M.C.C.I. † (10 ottobre 1881 - 4 ottobre 1882 dimesso) (ad interim)[13]
- Francesco Sogaro, M.C.C.I. † (4 ottobre 1882 - 10 giugno 1894 dimesso[14])
- Antonio Maria Roveggio, M.C.C.I. † (8 febbraio 1895 - 2 maggio 1902 deceduto)
- Franz Xavier Geyer, M.C.C.I. † (6 agosto 1903 - maggio 1922 dimesso)
  - Sede vacante (1922-1924)
- Paolo Tranquillo Silvestri, M.C.C.I. † (29 ottobre 1924 - luglio 1930 dimesso)
- Francesco Saverio Bini, M.C.C.I. † (20 novembre 1930 - 11 maggio 1953 deceduto)
- Agostino Baroni, M.C.C.I. † (29 giugno 1953 - 10 ottobre 1981 ritirato)
- Gabriel Zubeir Wako (10 ottobre 1981 succeduto - 10 dicembre 2016 ritirato)
- Michael Didi Adgum Mangoria, succeduto il 10 dicembre 2016

## Statistiche
L'arcidiocesi nel 2023 su una popolazione di 33.264.000 persone contava 1.263.000 battezzati, corrispondenti al 3,8% del totale.
| anno | popolazione | popolazione | popolazione | presbiteri | presbiteri | presbiteri | presbiteri                | diaconi | religiosi | religiosi | parrocchie |
| anno | battezzati  | totale      | %           | numero     | secolari   | regolari   | battezzati per presbitero | diaconi | uomini    | donne     | parrocchie |
| ---- | ----------- | ----------- | ----------- | ---------- | ---------- | ---------- | ------------------------- | ------- | --------- | --------- | ---------- |
| 1950 | 3.300       | 5.900.000   | 0,1         | 40         |            | 40         | 82                        |         | 57        | 109       | 6          |
| 1969 | 15.446      | 5.007.616   | 0,3         | 45         |            | 45         | 343                       |         | 57        | 121       | 11         |
| 1980 | 73.400      | 8.030.000   | 0,9         | 53         | 2          | 51         | 1.384                     | 1       | 62        | 131       | 15         |
| 1990 | 390.000     | 14.000.000  | 2,8         | 69         | 8          | 61         | 5.652                     | 1       | 79        | 155       | 22         |
| 1999 | 907.420     | 19.696.404  | 4,6         | 123        | 53         | 70         | 7.377                     | 4       | 107       | 152       | 29         |
| 2000 | 915.469     | 19.895.279  | 4,6         | 116        | 57         | 59         | 7.891                     | 4       | 86        | 136       | 29         |
| 2001 | 923.518     | 20.293.184  | 4,6         | 114        | 60         | 54         | 8.101                     | 4       | 83        | 153       | 29         |
| 2002 | 932.784     | 20.299.184  | 4,6         | 119        | 71         | 48         | 7.838                     | 4       | 81        | 150       | 28         |
| 2003 | 939.466     | 21.113.029  | 4,4         | 117        | 67         | 50         | 8.029                     | 4       | 79        | 142       | 28         |
| 2004 | 944.376     | 21.205.500  | 4,5         | 119        | 77         | 42         | 7.935                     | 4       | 64        | 144       | 28         |
| 2006 | 954.660     | 22.062.201  | 4,3         | 114        | 68         | 46         | 8.374                     | 4       | 76        | 152       | 28         |
| 2012 | 983.098     | 25.946.220  | 3,8         | 84         | 47         | 37         | 11.703                    | 2       | 54        | 137       | 27         |
| 2013 | 983.098     | 25.946.220  | 3,8         | 79         | 42         | 37         | 12.444                    | 4       | 52        | 113       | 27         |
| 2016 | 1.037.000   | 27.297.000  | 3,8         | 77         | 43         | 34         | 13.467                    | 3       | 45        | 101       | 27         |
| 2019 | 1.136.200   | 29.921.000  | 3,8         | 78         | 47         | 31         | 14.566                    | 4       | 38        | 85        | 27         |
| 2021 | 1.198.400   | 31.568.450  | 3,8         | 78         | 47         | 31         | 15.364                    | 4       | 38        | 85        | 27         |
| 2023 | 1.263.000   | 33.264.000  | 3,8         | 79         | 48         | 31         | 15.987                    | 4       | 38        | 85        | 27         |